# 许姓
许姓是漢族姓氏之一，在《百家姓》第二十位，在現今中國姓氏排行第26位，是一個多民族，多源流的姓氏。

## 许氏古墓
参看 
全国有多处许由墓，包括：
- 位于河南省登封市东南20公里的东华镇刘庄村的许由墓，有明代万历年间登封知县邢州傅梅刻立的“箕山”碑一品，清代刺柏一株，为第七批河南省文物保护单位。[1]

- 山西省平陆县的许由墓（平陆县文物保护单位，1986年1月公布）
- 河南省鄢陵县陈化店镇许由村的许由墓

## 堂号
- 高陽堂
- 龍江堂

### 郡望
- 汝南郡。
- 高阳郡。東漢桓帝時置郡，治所在高陽，今河北高陽縣東。
- 河南郡
- 太原郡
- 会稽郡
- 颍川郡
- 安陆郡
- 河内郡

### 堂号
- 太岳传芳
- 高阳传芳
- 赐恩传芳
- 侍御传芳
- 祖德流芳

### 灯号
- 蓬山衍派
- 瑶林衍派
- 西花衍派
- 三山衍派
- 石龜衍派
- 龍江衍派
- 高陽衍派

## 许氏列表
- 杭州许氏
- 泉州许氏
- 温州许氏
- 广州许氏
- 客家许氏
- 天台坡下许氏
- 黑龙江许氏
- 福建许氏
- 四川广安区许氏

## 延伸阅读
[在维基数据编辑]
 《百家姓》
 《欽定古今圖書集成·明倫彙編·氏族典·許姓部》，出自陈梦雷《古今圖書集成》

## 外部連結
- 中华许氏族谱
- 許氏祖廟

1. ↑  . 河南省文物局.   [2021-02-22]. （原始内容存档于2021-02-22）.